# Iglesia de Santa María (Lemona)
La iglesia de Santa María es un edificio situado en el núcleo de población español de Elizondo, en la provincia de Vizcaya.

## Descripción
El edificio, que data del siglo XVIII, se encuentra en el núcleo de población español de Elizondo, del municipio de Lemona, perteneciente a la provincia de Vizcaya, en la comunidad autónoma del País Vasco. Se menciona como iglesia parroquial del lugar en el décimo volumen del Diccionario geográfico-estadístico-histórico de España y sus posesiones de Ultramar de Pascual Madoz, donde aparece descrita con las siguientes palabras: «la igl. parr. (Sta. Maria), está servida por 2 beneficiados perpetuos con título de cura y un sacristan; pegante á la misma se halla el cementerio».